# Rumicolca
Rumicolca era la puerta del este al valle de Cusco, en el Perú. 
Las construcciones datan probablemente de la época de la civilización Tiahuanaco-Huari y fueron posteriormente revestidas con piedras labradas y pulidas en el tiempo de los Incas.
Rumicolca sirvió como un garita de control. Esta construcción se encuentra a 31 km al sudeste de Cusco, cerca de Piquillacta, al borde de la carretera Cusco-Puno.
Algunas piedras en los lados interiores de la puerta tienen misteriosas protuberancias que también aparecen en Písac y en otros monumentos incaicos. Según Víctor Angles se trata de una forma de escritura ideográfica.

## Galería de imágenes

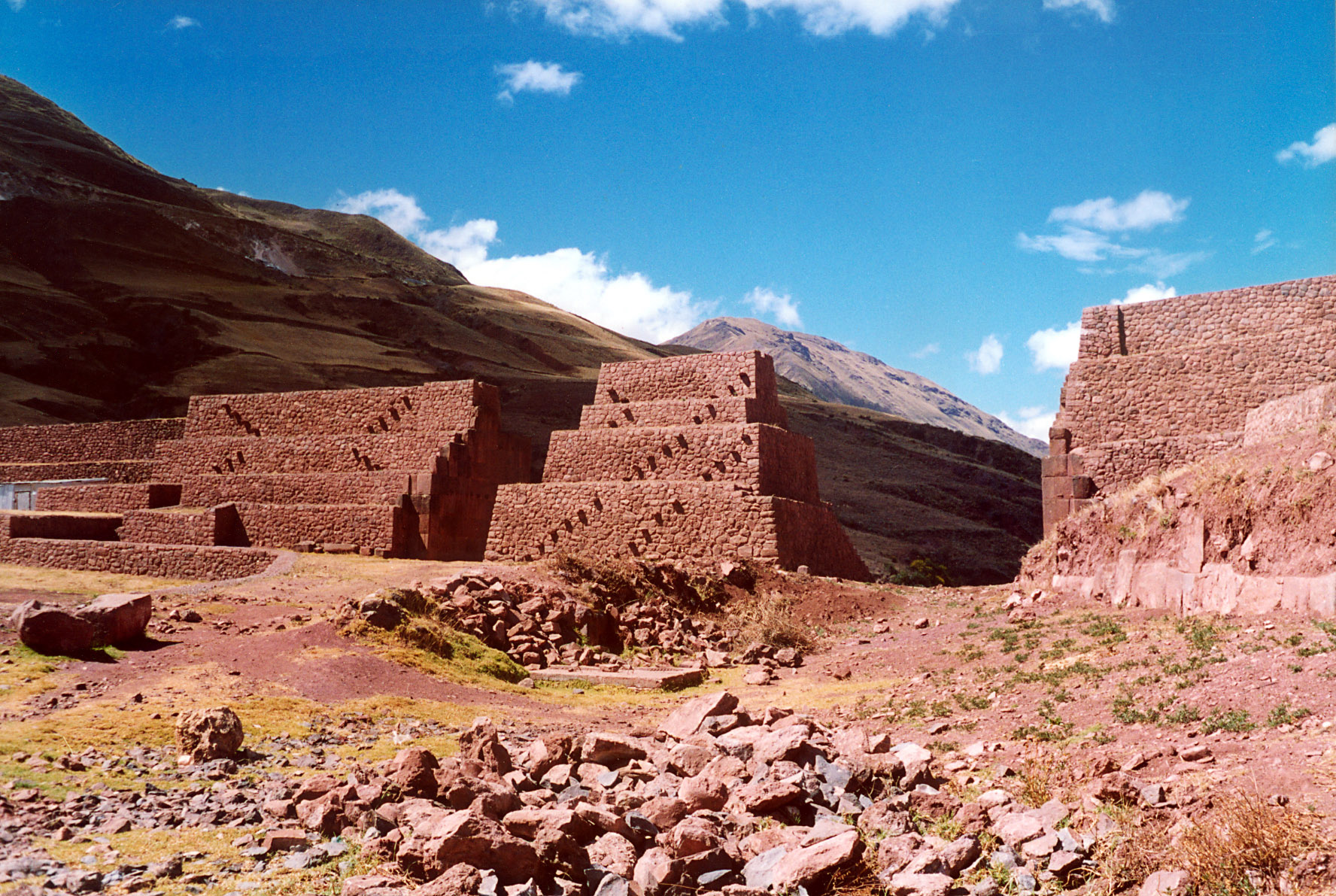
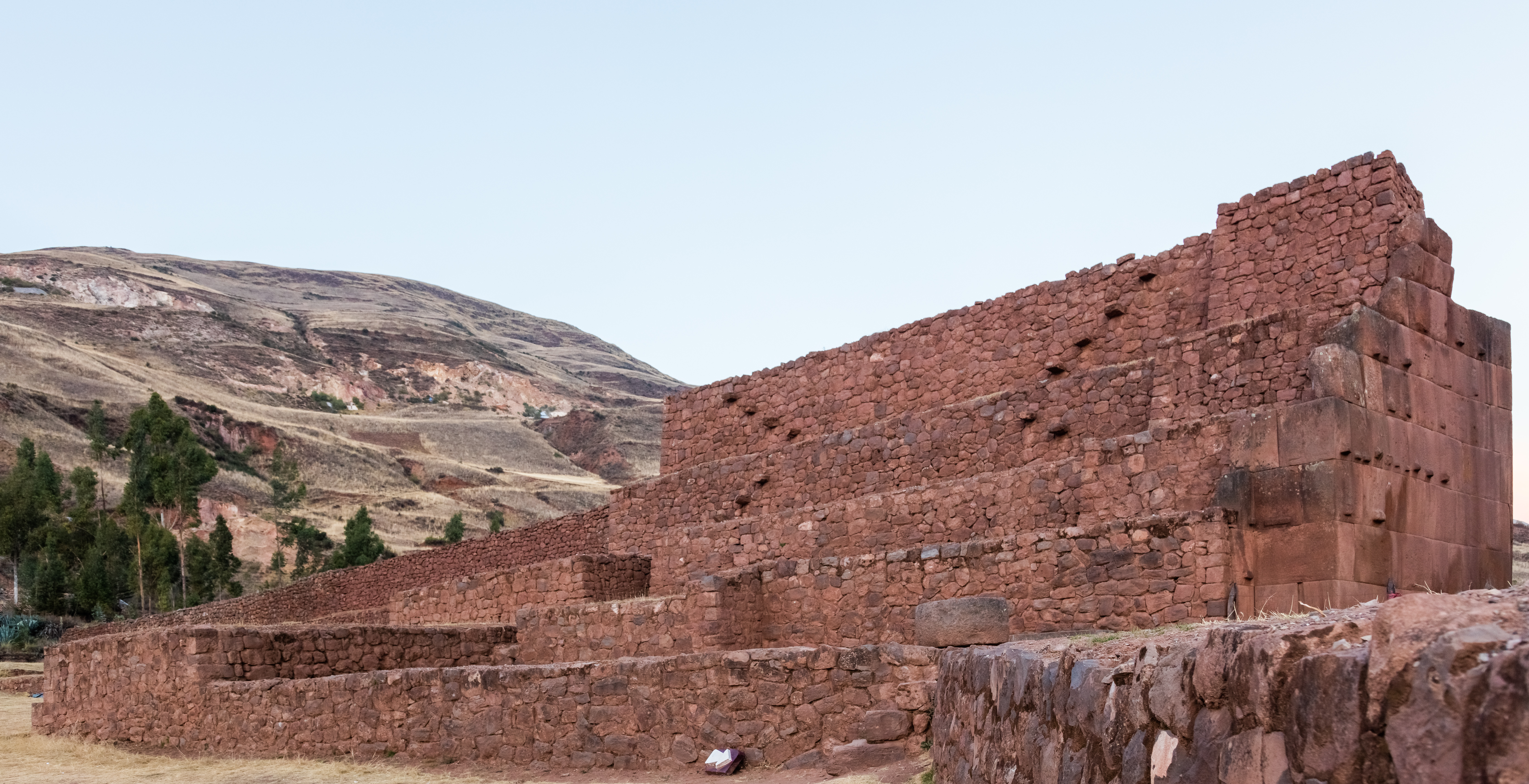
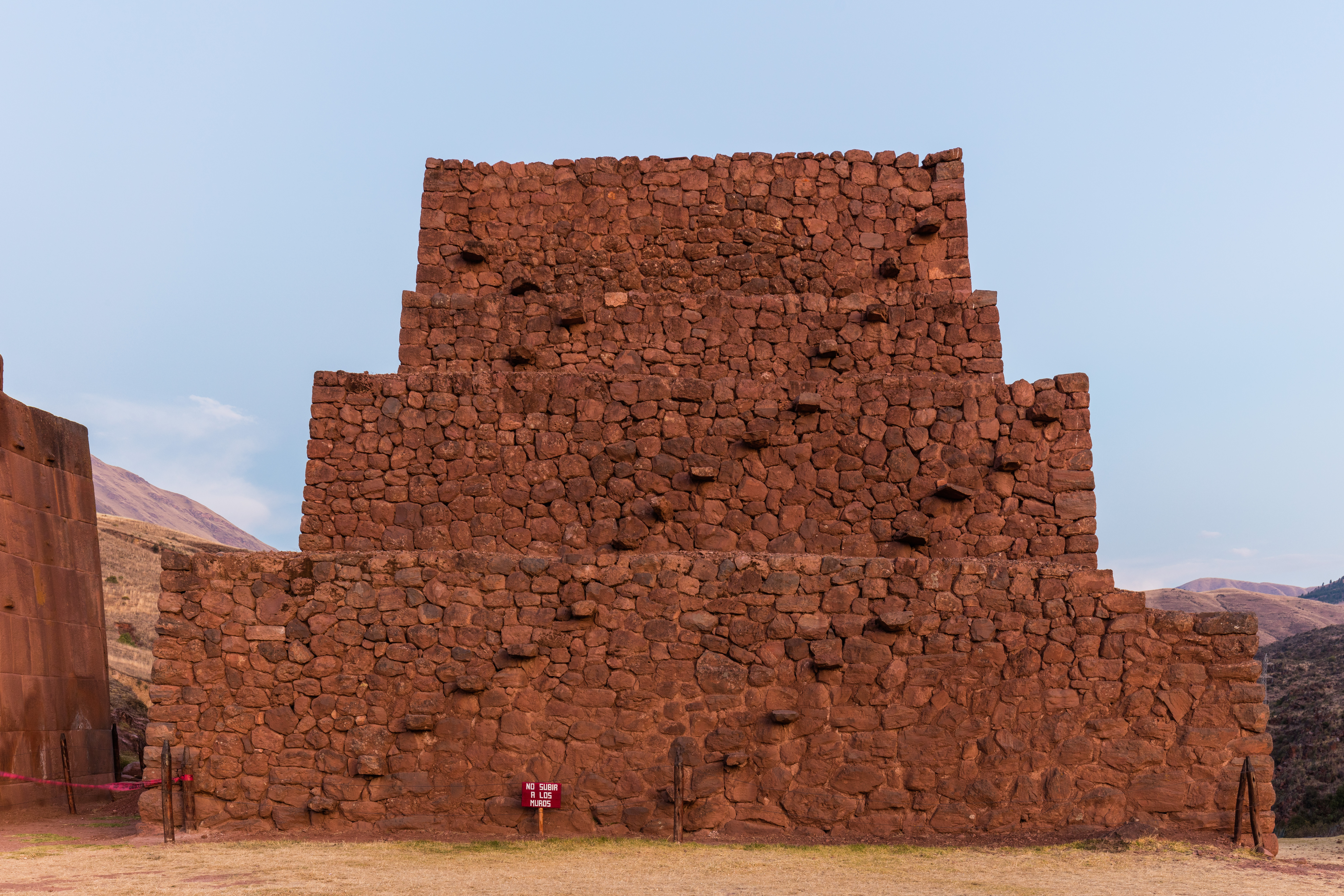
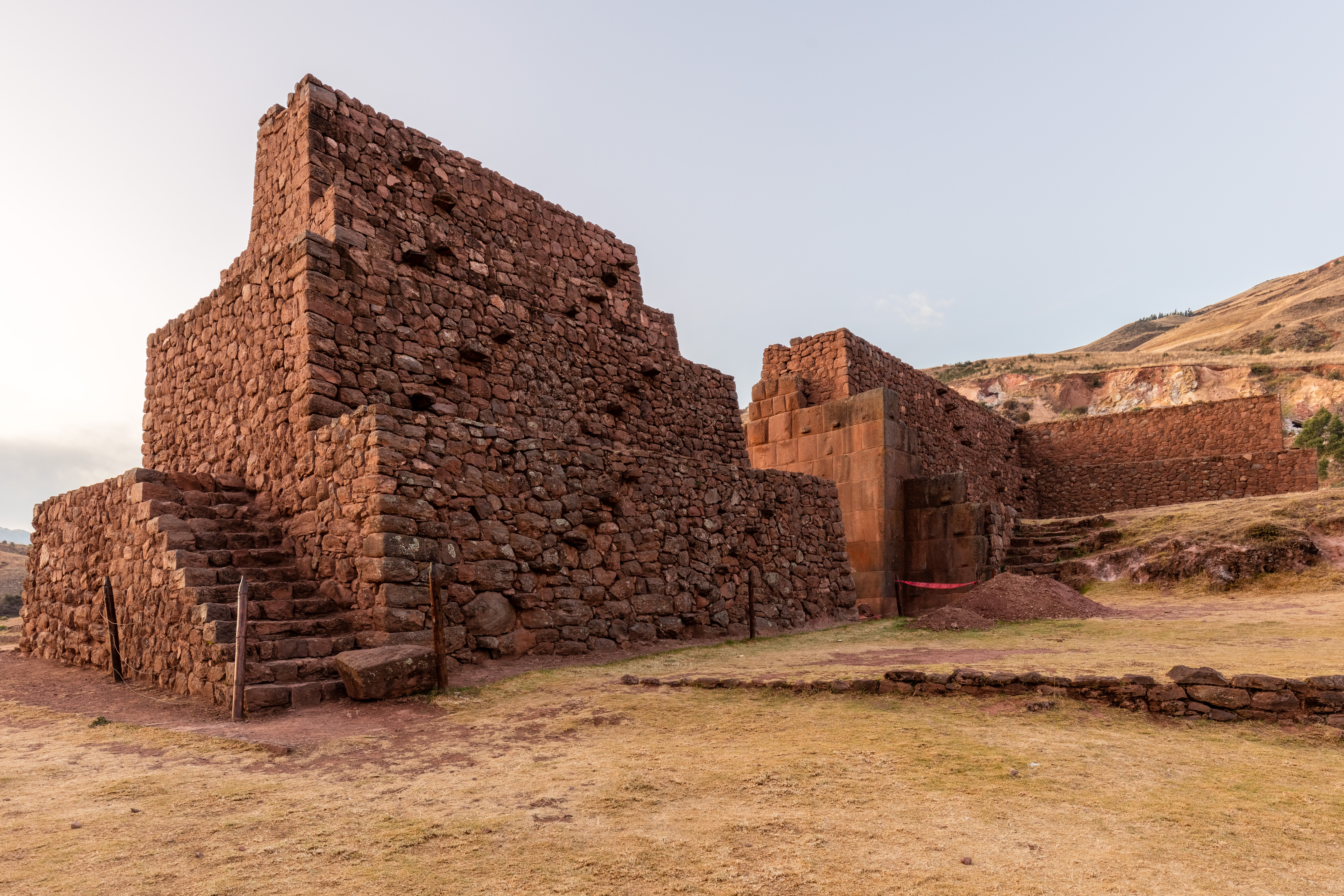